# Sam Rayburn
Samuel Taliaferro Rayburn (Kingston, 6 gennaio 1882 – Bonham, 16 novembre 1961) è stato un politico statunitense originario di Bonham, in Texas.
Fu speaker della Camera dei rappresentanti degli Stati Uniti per 17 anni. A lui è dedicato il Bacino Sam Rayburn, un lago artificiale presso Beaumont.
Esponente del partito Democratico, raggiunse un enorme prestigio durante gli anni della sua presidenza della maggioranza del Congresso, favorendo la carriera politica di molti giovani rappresentanti tra cui il futuro presidente Lyndon Baines Johnson.